# ARO (veículo)
ARO (abreviação de Auto ROmênia) é uma montadora de automóveis de origem romena.
A planta industrial da ARO foi fundada em 1885, quando iniciou sua operação como uma fábrica de papel. Na Segunda Guerra Mundial (entre 1943 e 1944), começou a produzir aviões e equipamentos de filmagens. Entre 1954 e 1957, produziu peças automotivas e somente em 1957 começou a produzir veículos off-road. Um dos seus destaques é a ARO 24 Series

## No Brasil
No Brasil, a marca ficou conhecida como Cross Lander e foi comercializada, com veículos montados em Manaus entre 2002 e 2006, com o jipe modelo CL244. Suas vendas foram descontinuadas por uma deficiência de uma rede de vendas e de manutenção.